# Малий Полом (Кезький район)
Малий Поло́м (рос. Малый Полом) — присілок в Кезькому районі Удмуртії, Росія.
Населення — 42 особи (2010; 100 в 2002).
Національний склад станом на 2002 рік:
- удмурти — 93 %

Урбаноніми:
- вулиці — Кірова